# Tumbestiran
De tumbestiran (Tumbezia salvini) is een zangvogel uit de familie Tyrannidae (tirannen). De vogel werd in 1877 geldig beschreven door de Poolse dierkundige Władysław Taczanowski en als eerbetoon vernoemd naar Osbert Salvin.

## Verspreiding en leefgebied
Deze soort is endemisch in noordwestelijk Peru in de regio Tumbes en zuidelijk tot de kuststreek van de regio La Libertad. Het leefgebied bestaat uit droog laaglandbos of heuvelland op 700 meter boven zeeniveau met struikgewas op de westelijke hellingen van de Andes.